# Новоолександрівський курган
Новолекса́ндрівський курга́н, Сурський курган або курга́н № 6048/01 — курган епохи енеоліту із пізнішими похованнями бронзової доби (попередньо 3 500–2 500 рр. до н. е.), розташований на східній околиці села Новоолександрівка Дніпровського району Дніпропетровської області, близько 5 км від південної межі м. Дніпра по трасі Дніпро — Запоріжжя.

## Історія дослідження
У 1987 році пам'ятка була зафіксована як два насипи та класифікувалася як «курганний могильник». На ній розташовувалася частина радіолокаційної станції, навколо — сміттєзвалище, будівельне сміття. До 2006 року другий, менший, курган разом з його вмістом було знищено будівельною технікою, що зводила житло для місцевих мешканців.
Масштабне дослідження кургану розпочалося у березні 2021 року силами Дніпровської археологічної експедиції Охоронної археологічної служби України НАН України під керівництвом доцента Дмитра Тесленка у зв'язку з перспективою знищення кургану під час можливої забудови ділянки.
Під шаром ґрунту виявилася кругла огорожа з кам'яних брил (кромлех). Настільки великий кромлех у тій місцевості знайдено вперше.

## Опис
Курган до розкопок мав форму усіченого конуса діаметром близько 50 м і заввишки до 7,5 м. Первісно був побудований з блоків дерну, складених один на іншого. Загальна маса використаного ґрунту складає близько 400 т. Кам'яний кромлех діаметром 18 м оточує курган, складається з підігнаних 64-х гранітних брил близько 2 м заввишки і вагою від 0,5 до 1,5 т (загальною масою близько 70 т), які добувалися в районі розташованих поруч Дніпрових порогів. Брили були вкопані на глибину від 0,5 м і менше, а частково — просто поставлені на ґрунт. Первісний курган, створений біля 3 500 р. до н. е., мав близько 30 м у діаметрі і 4 м заввишки і в подальшому протягом століть збільшувався (підсипався). Декілька брил в подальшому були виламані з огорожі і частково використовувались як могильні плити на тому ж кургані.[джерело?] Південний та південно-західний боки кромлеха трохи вищі за решту, щоб компенсувати перепад висот рельєфу і зберегти вирівнювання верхівок каменів за горизонталлю.
Передбачається, що кромлех виконував роль укріплення курганного насипу, а також сакральну роль, відгороджуючи світ мертвих.
Станом на кінець травня 2021 р. в кургані виявлено понад 20 поховань бронзової доби представників кочовиків-скотарів ямної та катакомбної культур. Зокрема єдине відоме для ямної культури поховання дитини в колисці. У 25-му відкритому похованні в верхній частині кургану наприкінці травня 2021 р. було виявлено залишки сарматського воїна зі списом. Матеріал із поховань планується надіслати до лабораторій Німеччини і Києва для проведення генетичних і радіовуглецевих аналізів.
Наприкінці червня 2021 археологи відкрили первинне поховання (№ 27) у центрі кургану, яке вони попередньо віднесли до квітянської постмаріупольської культури скотарів мідного віку. Поховання містило кістяк відносно молодого чоловіка без поховального інвентаря, за винятком глиняного «хлібця» з домішкою червоної вохри. Деякі поховання вистелені шкірою та травами. Поховальні ями перекриті деревом, шаром крейди та вапна. Поховання містять мало артефактів, таких, як трохи кераміки, намисто з просвердлених зубів вовка, глиняний горщик, копитце вівці або фаланга собаки. Одне з тіл частково муміфіковане: воно майже висохло, головний та спинний мозок збереглися у сухому стані. Лоб пофарбовано червоною вохрою, під очі нанесено смужки з вохри. Обличчя покрите тканиною. Найпізніше поховання на тій території належить уже до XX ст. — голови колгоспу 1932 року.
Дмитро Тесленко стверджує, що катакомбні поховання мають два відбитки, що пов'язані з індоарійською міфологією.
Існує версія про астрономічну функцію, закладену будівельниками кромлеха. Камені кромлеха Сурського кургану в Новоолександрівці вишикувані в коло діаметром 18,5 м по зовнішньому радіусу. В кількох місцях кромлеха камені відсутні, що утворює проходи та ділить коло на чотири сектори. Північний сектор складається з 33 каменів, три інші сектори: південно-західний, південний та південно-східний складаються з 9 каменів кожен. Дослідники стверджують, що відсутні камені були вилучені з кола після його будівництва. Проте, вилучені вони лише в тих місцях, де азимути збігаються з азимутами курганів в околиці. Якщо стати в центрі кола, то через проходи в ньому можна бачити інші кургани. Дуже важливою ділянкою кромлеху є прохід скерований на південний захід. Прохід є найбільшим з поміж інших і виділений найвищими брилами. Через розрив у кам'яному колі на відстані двох з половиною кілометрів від нього можна побачити курган, який ще зберігся на околиці села Новоолександрівка.
Зважаючи на унікальність знахідки, на її місці можливо створення музею під відкритим небом.

## Світлини

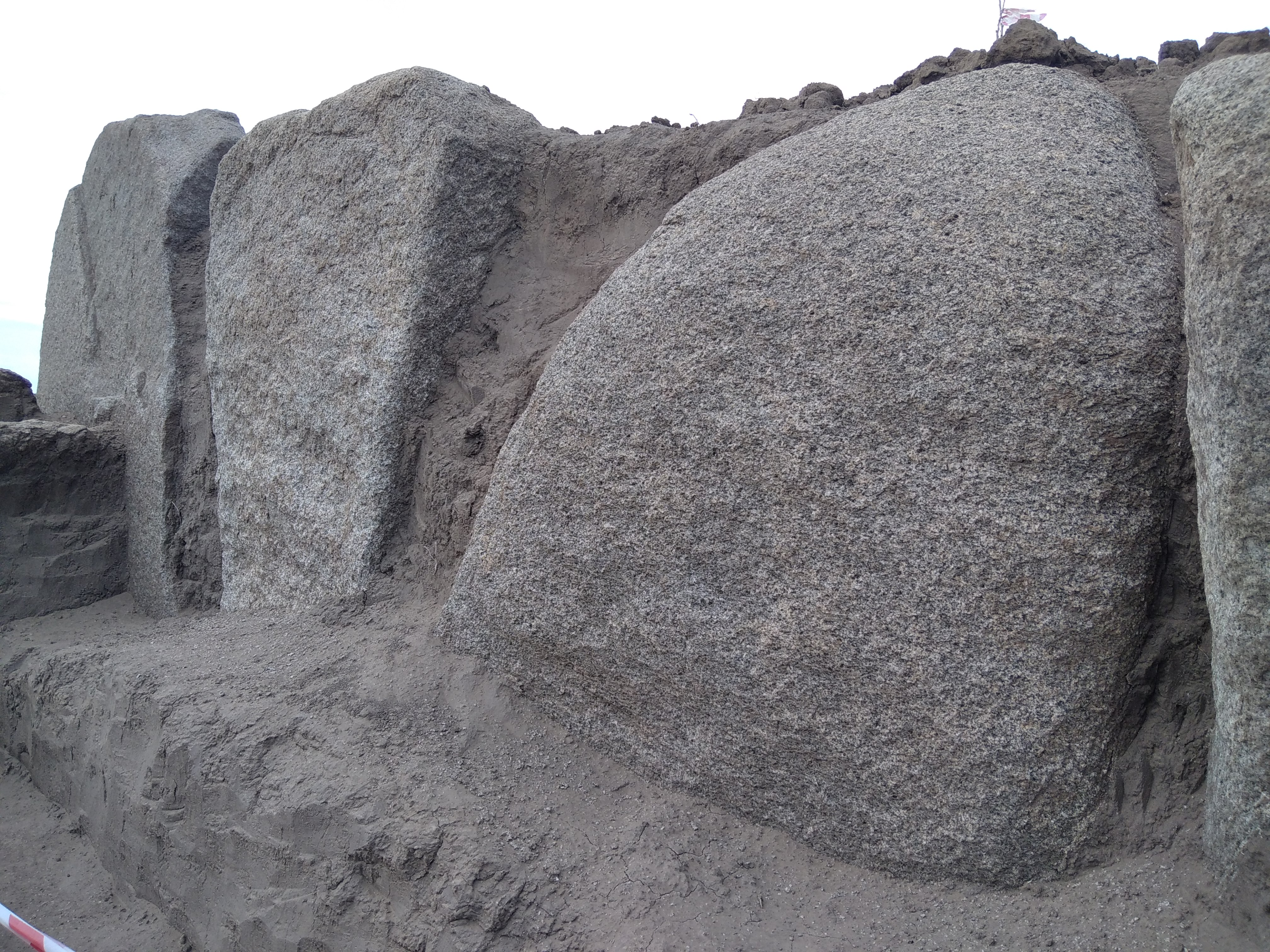
Брили кромлеху
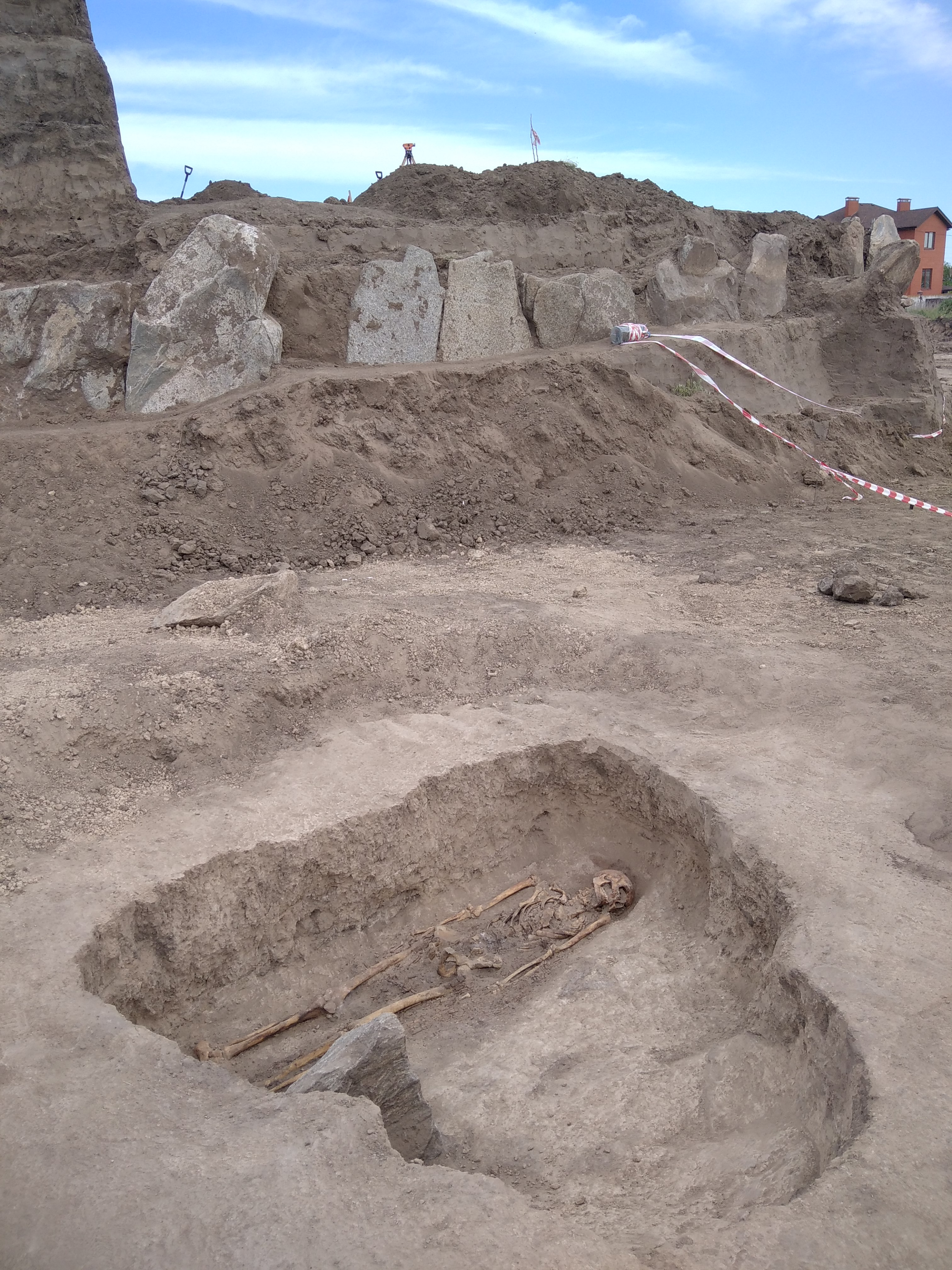
Одне з поховань кочовика доби бронзи
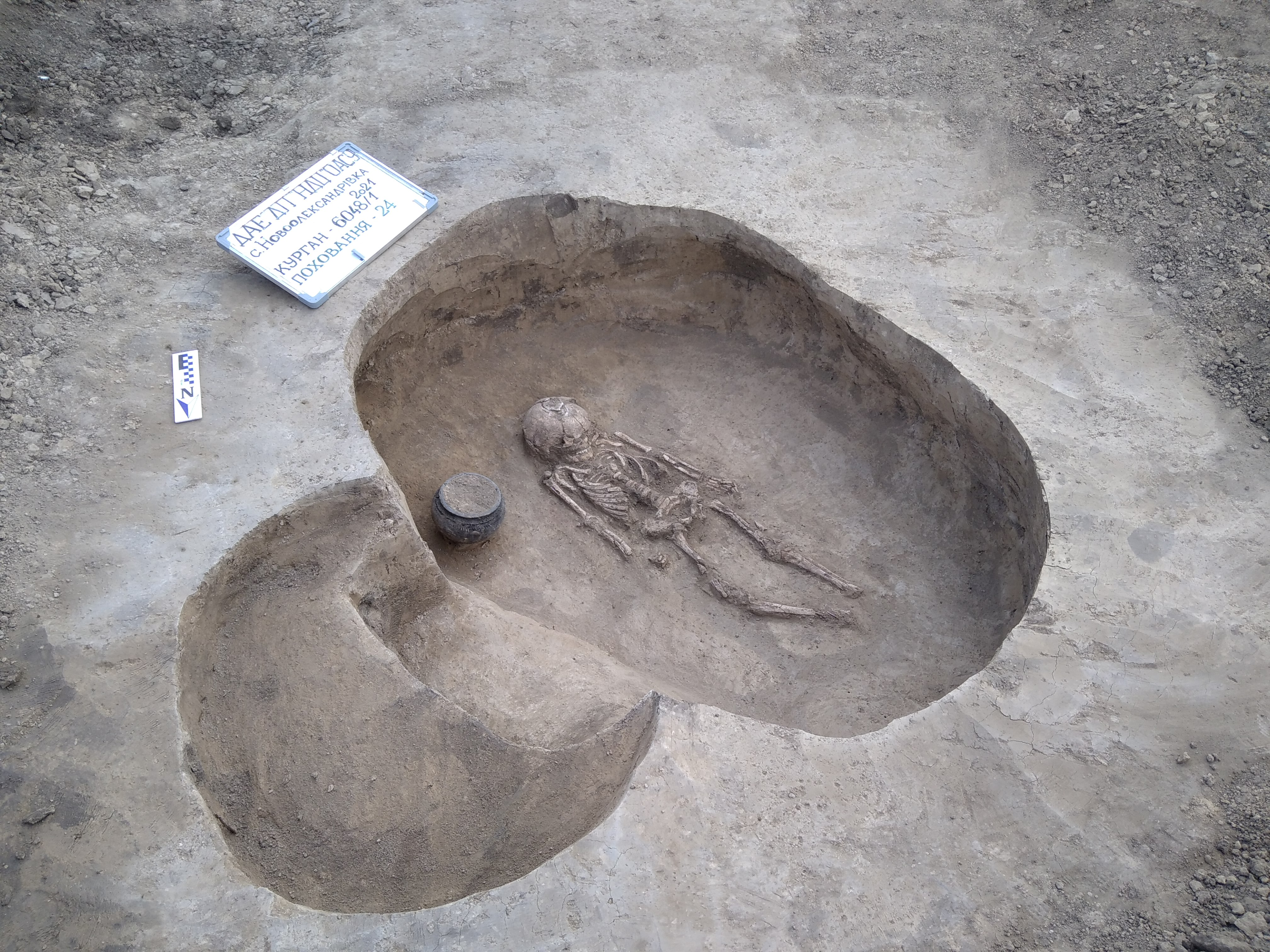
Поховання дитини бронзової доби
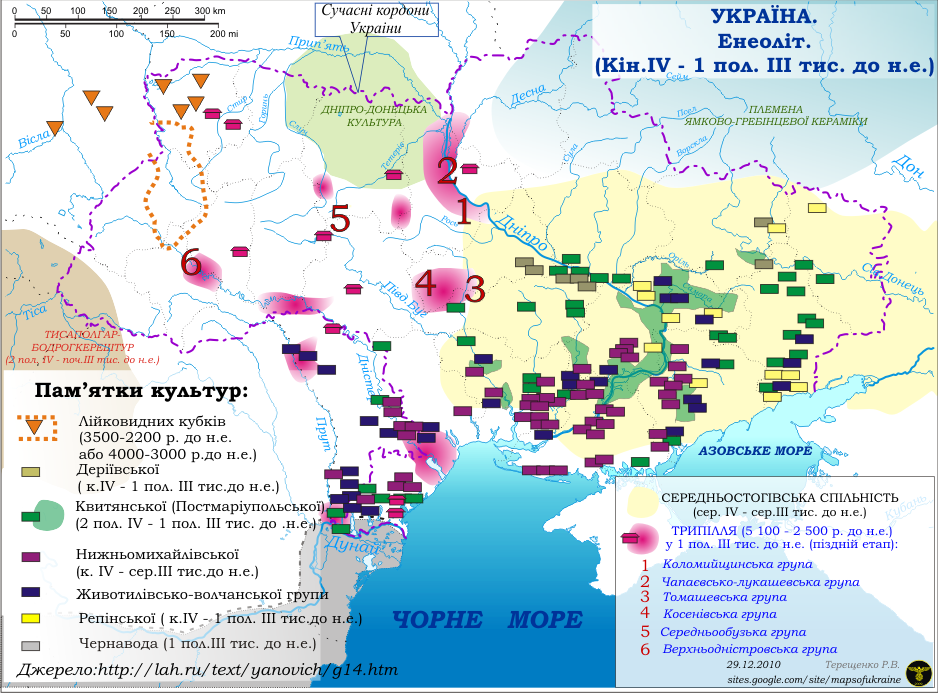
Землі України у часи створення кургану
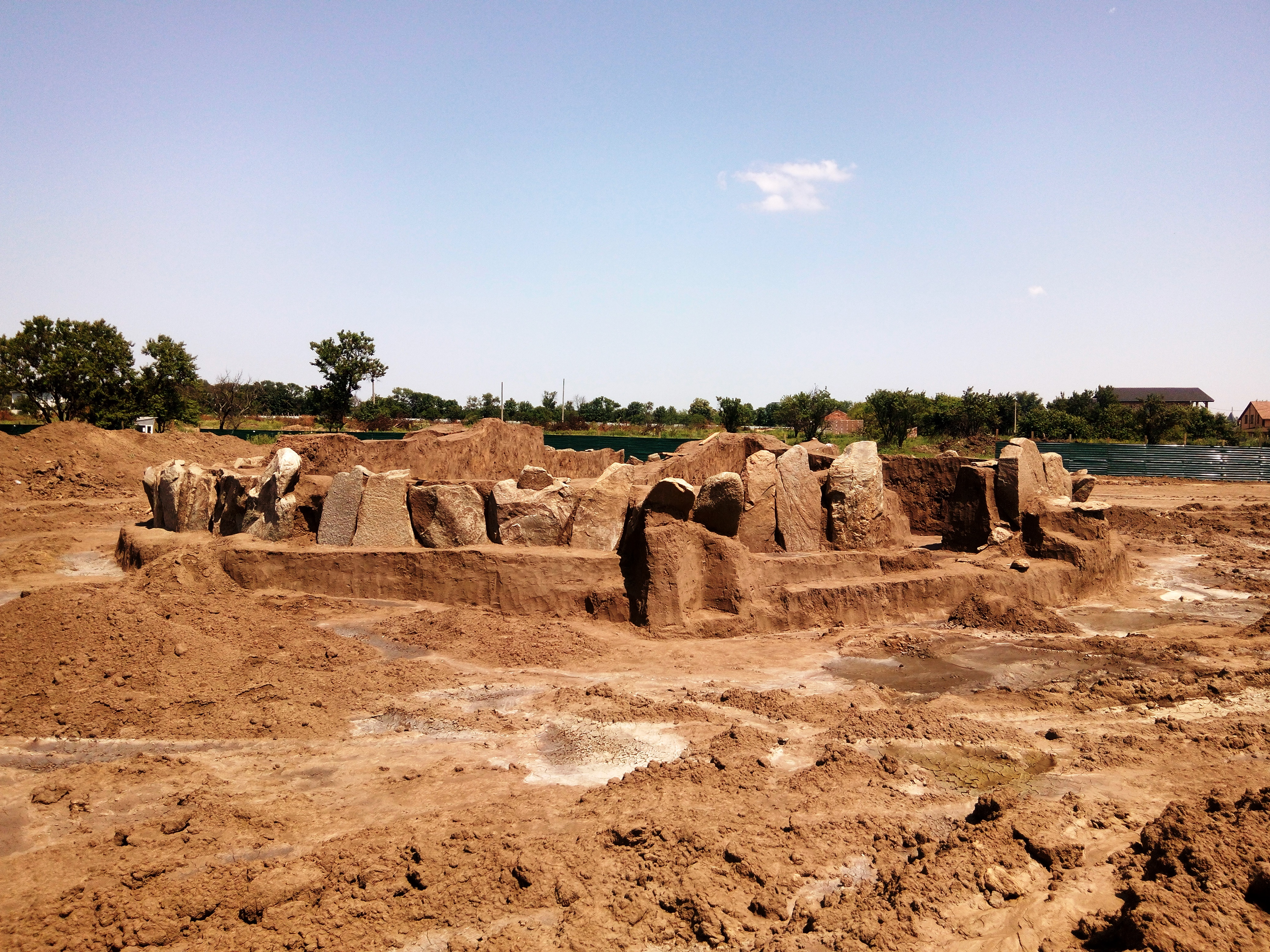
Загальний вигляд наприкінці розкопок у червні 2021